# La Rivière rouge
 (septembre 2021).
Si vous disposez d'ouvrages ou d'articles de référence ou si vous connaissez des sites web de qualité traitant du thème abordé ici, merci de compléter l'article en donnant les références utiles à sa vérifiabilité et en les liant à la section « Notes et références ».
Pour les articles homonymes, voir Rivière Rouge.
Pour plus de détails, voir Fiche technique et Distribution.
La Rivière rouge (titre original : Red River) est un film américain réalisé par Howard Hawks et Arthur Rosson (réalisateur de seconde équipe), tourné en 1946 et sorti en 1948.

## Synopsis
L'histoire se déroule en deux époques.
Tom Dunson et son vieux compagnon Groot quittent la caravane qu'ils suivaient pour se diriger vers le Texas, afin d'y élever du bétail et faire fortune. Dunson abandonne une femme du convoi, qu'il aimait pourtant. Quelques jours après, Tom et Groot recueillent un gamin, Matthew Garth, unique survivant de la caravane anéantie par les Indiens. Tous trois s'installent près du Rio Grande, pour démarrer le projet fou de Dunson d'un troupeau de dix mille têtes, dut-il y consacrer dix ans.
Quatorze ans plus tard, Tom Dunson a construit son empire du bétail, mais ne trouve aucun acquéreur dans un Sud appauvri par la guerre de Sécession. Son dernier espoir de faire fortune est de conduire son troupeau de dix mille bêtes pour le vendre dans le Missouri, une folle expédition jamais tentée auparavant. Tom commande ses cow-boys avec une dureté qui vire à la tyrannie à mesure des difficultés. Son adjoint Matthew le désapprouve et finit par se rebeller lorsque Tom veut pendre deux cow-boys qui ont déserté le convoi. Matthew reprend le commandement et abandonne Tom, qui jure de le retrouver et de le tuer.

## Fiche technique
- Titre français : La Rivière rouge
- Titre original : Red River
- Réalisateur : Howard Hawks
- Réalisateur de seconde équipe: Arthur Rosson[1]
- Scénario : Borden Chase, Charles Schnee d'après le roman de Borden Chase, The Chisholm Trail
- Photographie : Russell Harlan
- Direction artistique : John Datu Arensma
- Musique : Dimitri Tiomkin
- Montage : Christian Nyby
- Production : Howard Hawks, Charles K. Feldman
- Société de production : Monterey Productions, Charles K. Feldman Group
- Pays de production :  États-Unis
- Langue : anglais, espagnol
- Tournage : juin à décembre 1946 ; intérieurs, Hollywood ; extérieurs, Arizona et Mexique
- Coût de production : 3 000 000 de dollars
- Recettes américaines : 4 500 000 dollars.
- Format : Noir et blanc - 35 mm - 1,37:1 - Mono
- Genre : Film d'aventure, Film d'action, Western
- Durée : 126 minutes (2 h 6)
- Dates de sortie : 
  - États-Unis : 30 septembre 1948
  - France : 6 juillet 1949
- Affiche : Gilbert Allard (France)

## Distribution
- John Wayne (VF : Marc Valbel) : Tom Dunson
- Montgomery Clift (VF : Robert Posdek) : Matthew Garth
- Joanne Dru (VF : Raymonde Reynart): Tess Millay
- Walter Brennan (VF : Paul Villé) : Groot Nadine
- Coleen Gray (VF : Micheline Royer) : Fen
- John Ireland (VF : Roger Rudel) : Cherry Valance
- Harry Carey (VF : Jean Lemarguy) : M. Melville
- Harry Carey Jr. (VF : Henri Ebstein) : Dan Latimer
- Hank Worden (VF : Raymond Destac) : Simms Reeves
- Wally Wales : Old Leather
- Mickey Kuhn : Matthew Garth enfant
- Chief Yowlachie : Quo
- Paul Fix : Teeler Yacey
- Dan White (VF : Claude Péran) : Laredo
- Shelley Winters : la danseuse dans le train
- Noah Beery Jr. : Buster McGee
- Lane Chandler (non crédité) : le colonel
- Richard Farnsworth (non crédité) : Dunston Rider
- Tom Tyler (non crédité) : un cow-boy déserteur

Acteurs non crédités
- Davison Clark : M. Merritt
- Harry Cording : le joueur
- Glenn Strange : Naylor

## Galerie de photos

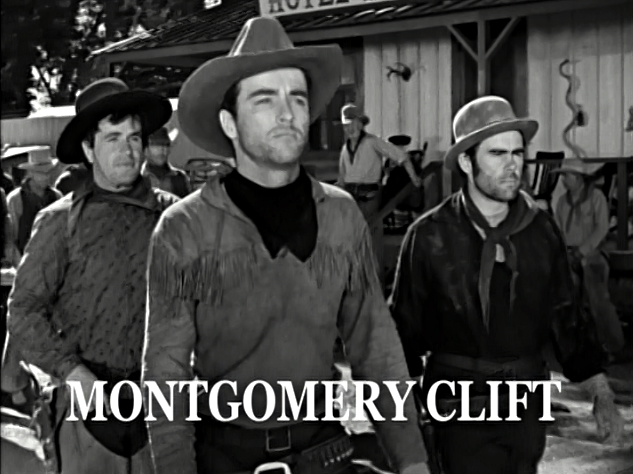
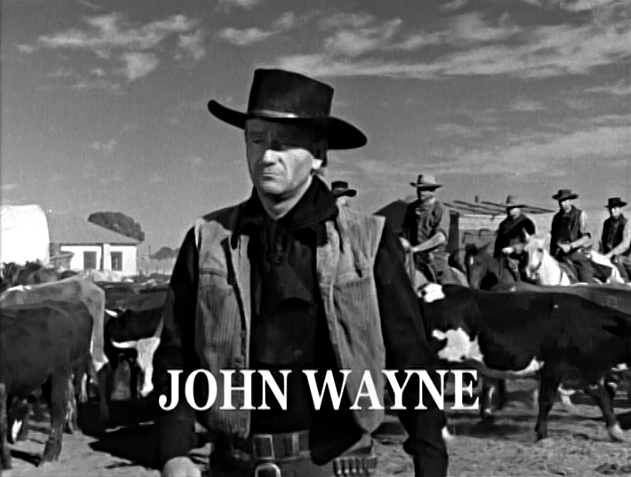

## Autour du film
- Howard Hughes a retardé la sortie du film en accusant Hawks d'avoir plagié Le Banni que Hawks avait pourtant en partie réalisé. Il a fallu l'intervention de John Wayne pour calmer le milliardaire alors fâché avec Hawks.
- La Rivière rouge est le premier western de Hawks, la première fois qu'il dirige John Wayne et le premier film de Montgomery Clift découvert par Hawks. Pour la distribution, Hawks avait tout d'abord envisagé d'engager Gary Cooper (Tom) et Cary Grant (Cherry).
- La version sortie en 1948 qui durait 133 min fut remaniée par Howard Hawks, et ramenée à 122 min. La narration initiale était bâtie à partir de la lecture d'un manuscrit, dont les pages apparaissaient au fil du récit, interrompant celui-ci, cassant le rythme du film et imposant un effort de déchiffrement au spectateur. Hawks élimina tous les plans sur ce livre et les remplaça par les commentaires et les réflexions désabusées en voix hors-champ du vieux Groot, en rapport avec l'action.
- Borden Chase a modérément apprécié que Hawks modifie la fin de son roman qui se termine par la mort de Tom Dunson en la remplaçant par un happy end hollywoodien.
- La musique du film est la même que la chanson interprétée par Dean Martin et Ricky Nelson dans Rio Bravo, My Pony, My Rifle and Me. On y retrouve aussi le cowboy râleur Walter Brennan, cuistot dans ce film et gardien de prison dans Rio Bravo.
- Kylo-Patrick Hart compare le sous-texte homoérotique du film entre Matt et Cherry à l'histoire du film Le Secret de Brokeback Mountain, pointant l'influence du Code Hays et le sous-texte d'autres films d'Howard Hawks[2].